# John Ferris
John Edward Ferris (Sacramento, 24 luglio 1949 – Walnut Creek, 13 settembre 2020) è stato un nuotatore statunitense.

## Carriera
All'apice della carriera vinse la medaglia di bronzo sia nei 100m farfalla che nei 200m misti alle Olimpiadi di Città del Messico 1968.

## Palmarès
- Giochi olimpici

Città del Messico 1968: bronzo nei 100m farfalla e nei 400m misti.
- Universiade

Tokyo 1967: oro nei 200m farfalla e argento nei 400m misti.
Torino 1970: oro nei 100m farfalla, 200m farfalla e 4x100m misti.